# Maati Kabbal
Maati Kabbal est un écrivain, essayiste et traducteur marocain, né le 1er décembre 1954 à Khouribga (Béni Mellal-Khénifra). 
Maati Kabbal est également chargé du département d'action culturelle de l'Institut du monde arabe à Paris. Il est en outre un collaborateur régulier du journal français Libération et du mensuel Le Monde diplomatique.

## Publications
- Le Maroc en mouvement : créations contemporaines, sous la direction de Nicole de Pontcharra et de Maati Kabbal, Éditions Maisonneuve & Larose, 2000  (ISBN 9782706814266)
- Je t'ai à l'œil, Éditions Paris-Méditerranée, 2002  (ISBN 9789981090897)
- Maroc, éclats instantanés[1], nouvelles, Paris, le Grand souffle éditeur, 2007  (ISBN 9782916492278)

## Traductions et éditions
- Al-Jahiz-Amr ibn Baḥr al-Gaḥiẓ, Éphèbes et courtisanes, Payot & Rivages, 1997  (ISBN 9782743602727)
- Muhammad ibn ‘Abd al-Jabbar ibn al-Hasan an-Niffarī, Le Livre des stations, Sommières, Éditions de l'Éclat, 1989  (ISBN 9782905372307)
- Ali Abdulla Khalifa, Lune solitaire, poèmes, Éditions Non Lieu, 2006  (ISBN 9782352700050)